# Mecanismo de defensa

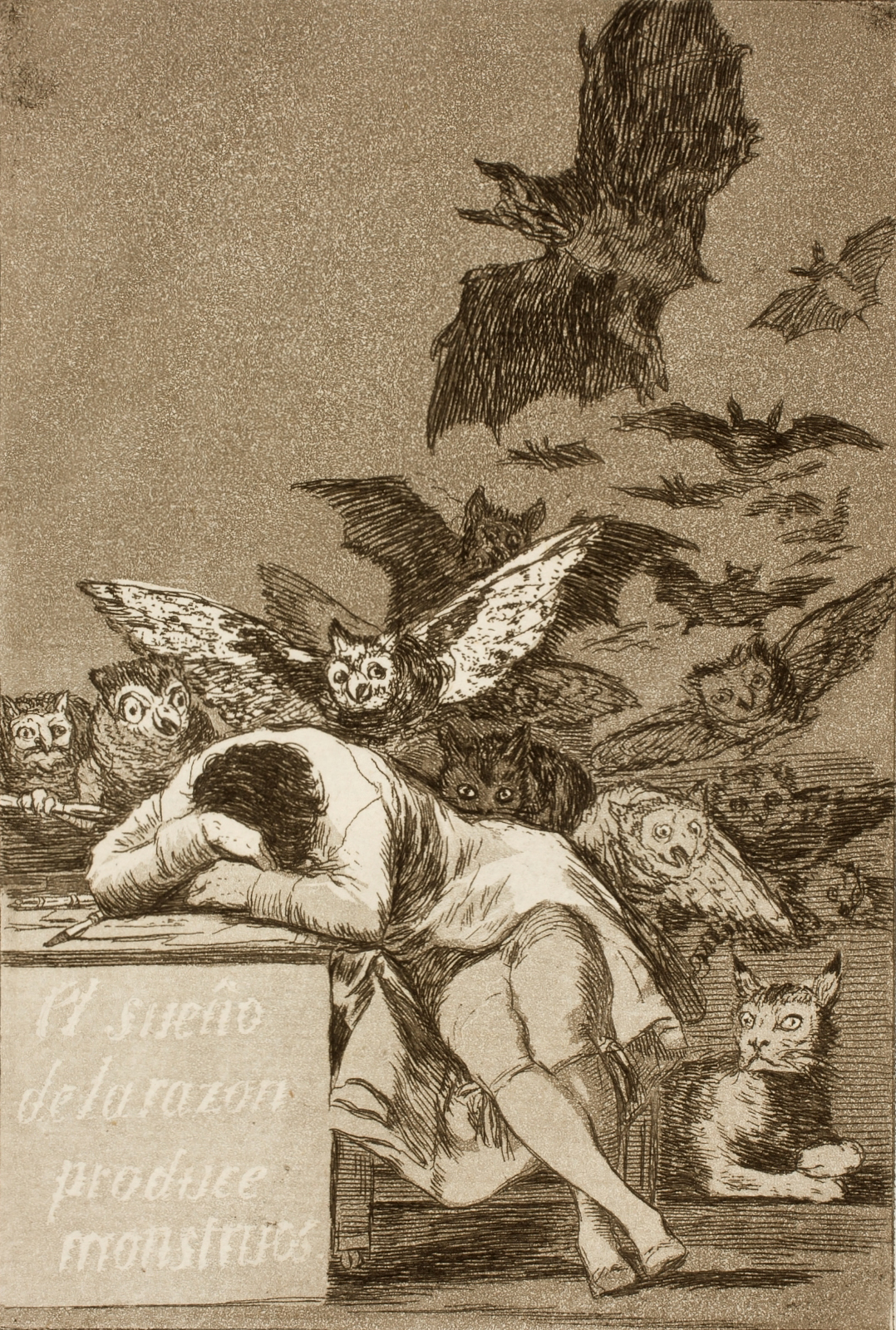
Goya, El sueño de la razón produce monstruos, estampa de Los Caprichos.

En la teoría psicoanalítica freudiana, los mecanismos de defensa son estrategias psicológicas inconscientes puestas en juego por diversas entidades para hacer frente a la realidad y mantener la autoimagen. Las personas sanas normalmente utilizan diferentes defensas a lo largo de la vida. Un mecanismo de defensa del yo deviene patológico solo cuando su uso persistente conduce a un comportamiento inadaptado tal que la salud física y/o mental del individuo se ve afectada desfavorablemente. El propósito de los mecanismos de defensa del yo es proteger la mente/sí mismo/yo de la ansiedad o sanciones sociales, o para proporcionar un refugio frente a una situación a la que uno no puede hacer frente por el momento.
Los mecanismos de defensa son referidos con mayor exactitud como mecanismos de defensa del yo, y así pueden ser categorizados aconteciendo cuando los impulsos del ello están en conflicto unos con otros, cuando los impulsos del ello entran en conflicto con los valores y creencias del superyó, y cuando una amenaza externa es planteada al yo.
El término "mecanismo de defensa" es entendido a menudo refiriéndose a un término característico de rasgos de personalidad que surgen debido a la pérdida o experiencias traumáticas, pero con mayor precisión se refiere a diferentes tipos de reacciones que se identificaron durante y después de la época de Anna Freud, hija del padre del psicoanálisis.
Los mecanismos de defensa se confunden a veces con estrategias de afrontamiento.
Uno de los recursos utilizados para evaluar estos mecanismos es el Defense Style Questionnaire (DSQ-40).

## Generalidades
Las llamadas técnicas de ajuste básico, mecanismos homeostáticos, estrategias de afrontamiento son, junto a los mecanismos de defensa, mecanismos psicológicos que reducen las consecuencias de un acontecimiento estresante, de modo que el individuo puede seguir funcionando normalmente. 
Los modelos de comportamiento que componen la psiquis en el ser humano, son un compuesto de fuerzas. Estas fuerzas son las características genéticas, las características instintivas que residen en el inconsciente y los factores de desarrollo, que incluyen: adiestramiento, circunstancias ambientales del individuo, y experiencia y formación. 
La mayor parte de las personas mantienen un balance equilibrado entre estas fuerzas. Algunas veces el balance es muy tenue y se ajusta con los mecanismos de defensa. 
«Estrategias de afrontamiento» se refiere a actividades y comportamientos de las que el individuo es consciente y «mecanismos de defensa» se refiere a procesos mentales inconscientes.
Los mecanismos de defensa, que como se ha dicho son comportamientos inconscientes, son diversas formas de defensa psicológica con las cuales el sujeto consigue vencer, evitar, circundar, escapar, ignorar o sentir angustias, frustraciones y amenazas por medio del retiro de los estímulos cognitivos que las producirían. 
Entre los mecanismos de defensa se incluyen los siguientes: 

### Mecanismos de defensa principales
- Condensación
- Desplazamiento
- Disociación
- Formación reactiva
- Negación
- Proyección
- Racionalización
- Represión
- Regresión

### Otros mecanismos
- Actuación o paso al acto (acting out)
- Altruismo (como mecanismo de defensa)
- Identificación con el agresor
- Identificación proyectiva
- Intelectualización
- Sublimación
- Supresión
- Introyección
- Fijación

## Descripción breve de algunos mecanismos de defensa
Los métodos más usados por las personas habitualmente para vencer, evitar, circundar, escapar, o ignorar las frustraciones y amenazas incluyen los siguientes: 
- Disociación: se refiere al mecanismo mediante el cual el inconsciente nos hace olvidar enérgicamente eventos o pensamientos que serían dolorosos si se les permitiese acceder a nuestro pensamiento (consciente). Ejemplo: olvidarnos del cumpleaños de antiguas parejas, fechas, etc.

- Proyección: es el mecanismo por el cual sentimientos o ideas dolorosas son proyectadas hacia otras personas o cosas cercanas pero que el individuo siente ajenas y que no tienen nada que ver con él.

- Negación: se denomina así al fenómeno mediante el cual el individuo trata factores obvios de la realidad como si no existieran. Ejemplo: cuando una persona pierde a un familiar muy querido, como por ejemplo su madre, y se niega a aceptar que ella ya ha muerto y se convence a sí mismo de que sólo está de viaje u otra excusa.

- Introyección (lo opuesto a proyección): es la incorporación subjetiva por parte de una persona de rasgos que son característicos de otra. Ejemplo: una persona deprimida quizá incorpora las actitudes y las simpatías de otra persona y así, si esa otra persona tiene antipatía hacía alguien determinado, el deprimido sentirá también antipatía hacia esa persona determinada.

- Regresión: es el retorno a un funcionamiento mental de nivel anterior ("más infantil"). Ejemplo: los niños pueden retraerse a un nivel más infantil cuando nacen sus hermanos y mostrar un comportamiento inmaduro como chuparse el pulgar o mojar la cama.

- Formación reactiva o reacción formada: sirve para prevenir que un pensamiento doloroso o controvertido emerja. El pensamiento es sustituido inmediatamente por uno agradable. Ejemplo: una persona que no puede reconocer ante sí mismo que otra persona le produce antipatía, nunca le muestra señales de hostilidad y siempre le muestra una cara amable.

- Aislamiento: es la separación del recuerdo y los sentimientos (afecto, odio). Ejemplo: un gran amor es asesinado en un incidente. Su pareja narra los detalles con una falta completa de emoción.

- Desplazamiento: es la condición en la cual no solo el sentimiento conectado a una persona o hecho en particular es separado, sino que además ese sentimiento se une a otra persona o hecho. Ejemplo: el obrero de la fábrica tiene problemas con su supervisor pero no puede desahogarlos en el tiempo. Entonces, al volver a casa y sin razón aparente, discute con su mujer.

- Racionalización: es la sustitución de una razón inaceptable pero real, por otra aceptable. Ejemplo: un estudiante no afronta que no desea estudiar para el examen. Así decide que uno debe relajarse para los exámenes, lo cual justifica que se vaya al cine a ver una película cuando debería estar estudiando.

Cuando las técnicas de ajuste del comportamiento no bastan para equilibrar la realidad, el resultado puede llegar a lo siguiente:
- Estrés y respuestas neuróticas como ansiedad o depresión, acompañadas frecuentemente por disfunciones biológicas, como las del apetito o el sueño o fisiólógicas, como las llamadas enfermedades psicosomáticas, por ejemplo, úlceras gástricas o dolores nerviosos.

- Conductas desadaptativas más graves, como el suicidio y los trastornos delirantes. Serían recursos defensivos más propios de trastornos de personalidad y de la Esquizofrenia y otros trastornos psicóticos, no constituyendo empero ningún impedimento como para que cualquier persona recurra a ellos si las defensas de tipo neurótico son insuficientes y el estímulo desborda en intensidad las capacidades defensivas del individuo.

### Situación particular de la sublimación
Un proceso psíquico algo diferente, aunque suela confundírsele erróneamente con los mecanismos de la defensa psíquica, constituye la Sublimación. Aquí el impulso es canalizado a un nuevo y más aceptable destino. Se dice que la pulsión se sublima en la medida en que es derivada a un nuevo fin, no sexual, y busca realizarse en objetos socialmente valorados, principalmente la actividad artística y la investigación intelectual. Ejemplo: el deseo de un niño de exhibirse puede sublimarse en una carrera vocacional por el teatro.

## Mecanismos de defensa en Psicología
Los mecanismos de defensa fueron propuestos dentro del psicoanálisis, tanto por Sigmund Freud como por otros como Karl Abraham, pero han entrado ya al acervo común de la psicología en general. 
La Asociación Psiquiátrica Americana, más recientemente, los ha recogido en una Escala de mecanismos de defensa en el DSM-IV y el DSM-IV-TR de la Asociación Psiquiátrica Americana, como eje diagnóstico para estudios posteriores, y les ha dado el apelativo alterno de "estrategias de afrontamiento".
Una variedad de autores exponen sus puntos de vista acerca de la función de mecanismos de defensa. Recientemente Arthur Staats ha propuesto que «los mecanismos de defensa implican el funcionamiento de repertorios de lenguaje complejo de modo que reducen la emocionalidad negativa que, de otra forma, la persona experimentaría». 
Desde un punto de vista conductual, los seres humanos aprenden a proveerse a sí mismos de estimulación, con lo cual aumentan las probabilidades de anticipar la estimulación ambiental: es decir, se anticipan a su ambiente, con lo cual aumentan su adaptabilidad a eventos futuros similares a eventos de su pasado que hayan tenido algún grado de similitud. Este es el fundamento empírico de la característica que tienen los seres humanos de no solo recibir y emitir estimulación aversiva de su ambiente, sino también interiorizarla. De este modo, no solo es motivante evitar la estimulación displacentera del ambiente, sino también evitar aquella del interior (respuestas coverantes). La forma de evitar este tipo de estimulación aversiva coverante, son, justamente, los mecanismos de defensa.

## Mecanismos de defensa en Psicoanálisis
Los mecanismos de defensa en la teoría psicoanalítica tienen la función de evitar la censura del superyó, instancia psíquica estructurada a partir de la resolución del Complejo de Edipo. Son auxiliares de la represión, mecanismo este en el cual las representaciones censurables son eliminadas del discurso consciente. En la concepción de Freud, las pulsiones no pueden ser eliminadas, sino sólo reprimidas en el inconsciente. Las pulsiones tienden, de forma invariable, a su descarga, de modo tal que, si su representación pulsional le es denegada a una expresión consciente, entonces es desfigurada simbólicamente. 
La angustia juega un papel esencial en la producción de la defensa, dentro de la teoría freudiana. Ella es una señal de alerta al yo, que es la instancia intrapsíquica que produce los diversos mecanismos de defensa y de adaptación.
El mecanismo de defensa principal, clave para todas las demás, es la represión. Es la defensa en la cual el yo mueve las representaciones de la conciencia a un nivel inconsciente (fundamento príncipe de la neurosis). Esa representación reprimida es la que motiva la aparición de síntomas.
Después de Sigmund Freud, autores posteriores, como Anna Freud, Melanie Klein y Alfred Adler, han propuesto una variedad de mecanismos de defensa cuya concepción les había ayudado a describir y comprender los fenómenos clínicos que se han observado, en una variedad de sujetos, tanto niños como adultos.

## Modelo fisicalista dinámico de los mecanismos de defensa
El modelo de psique (psyché/ψυχή) original de Sigmund Freud, un modelo que incluía el concepto de defensa psicológica, fue concebida como una estructuración de fuerzas que podían ser desviadas, contrapuestas, retenidas, descargadas, etc. 
Estas fuerzas serían determinadas por características innatas, las características instintivas que residen en el inconsciente y los factores de desarrollo, que incluyen experiencias familiares de naturaleza traumática (concepción después modificada por la noción de fantasma o fantasía, más del orden del deseo que de una experiencia pasiva venida del exterior).
La mayor parte de las personas mantendrían un balance equilibrado entre estas fuerzas. Algunas veces es muy tenue y se ajusta con los mecanismos de defensa como técnicas de ajuste básico, o mecanismos de ajuste homeostático, teóricamente hablando dentro de esta concepción.